# Cross of Iron
Cross of Iron is een Brits-Duitse oorlogsfilm uit 1977 geregisseerd door Sam Peckinpah. De film volgt de belevenissen van een peloton Duitse Wehrmacht-infanteristen in het Koeban-bruggenhoofd aan het Oostfront in 1943 en is gebaseerd op het boek Das Geduldige Fleisch van Oostfront-veteraan Willi Heinrich.

## Rolverdeling
| Acteur            | Personage                    | Opmerkingen   |
| ----------------- | ---------------------------- | ------------- |
| James Coburn      | Rolf Steiner                 | Feldwebel     |
| Maximilian Schell | Stransky                     | Hauptmann     |
| James Mason       | Brandt                       | Oberst        |
| David Warner      | Kiesel                       | Hauptmann     |
| Klaus Löwitsch    | Krüger                       | Unteroffizier |
| Vadim Glowna      | Kern                         |               |
| Roger Fritz       | Triebig                      | Leutnant      |
| Dieter Schidor    | Anselm                       |               |
| Burkhard Driest   | Maag                         |               |
| Fred Stillkrauth  | Reisenauer alias Schnurrbart | Obergefreiter |
| Véronique Vendell | Marga                        |               |
| Senta Berger      | Eva                          |               |

## Verhaal
Bij terugkomst van een verkenningspatrouille verneemt korporaal Steiner (James Coburn) dat kapitein Stransky (Maximilian Schell) hen is toegewezen als bevelvoerend officier. Stransky's eerste bevel aan Steiner is meteen een gevangengenomen Russische kindsoldaat te executeren. Dit is het begin van een reeks conflicten tussen Steiner en zijn oversten.
Tegen de achtergrond van een hopeloze strijd (de Duitsers zitten in de hoek waar de klappen vallen), moet Steiner ook nog het hoofd bieden aan de eerzuchtige Stransky, die er niet voor terugschrikt om Steiners peloton de dood in te jagen in zijn jacht op het IJzeren Kruis. Ook de gedesillusioneerde kolonel Brandt (James Mason) kan in Steiners ogen niet op genade rekenen, hoewel hij probeert een "eerlijke" en "humane" oorlog te voeren; dit blijkt niet mogelijk te zijn wanneer je waanzinnige bevelen moet uitvoeren.

## Achtergrond
De film is het resultaat van een Brits/Duitse samenwerking, en ten langen leste werd de softpornoproducent Rapid Film ingeschakeld om het budget rond te krijgen. Er werd op locatie gedraaid in het toenmalige Joegoslavië, omdat het authentieke militaire materiaal hier voorhanden was.
De hand van Peckinpah is duidelijk herkenbaar in de film. Het begin van de film bestaat uit een montage van beelden van Adolf Hitler, de Hitlerjugend, de invasie van de Sovjet-Unie, de nederlaag bij Stalingrad en de ellendige terugtocht, met als soundtrack het kinderliedje Hänschen Klein en het lied van Russische nationale eenheid, en voert de toeschouwer uiteindelijk naar de plaats van de actie, tussen Steiner en zijn soldaten.
De intense actiescènes nemen een centrale plaats in de film, de toeschouwer zit tussen de bomexplosies, de authentieke Sovjet T-34-tanks rijden brullend in slow motion de Duitse stelling aan gort, de Duitse soldaten schieten elkaar aan flarden met MP40-machinegeweren.
De aftiteling begint met een waanzinnige lach van Steiner terwijl een montage van bekende oorlogsfoto's wordt getoond: onder meer Holocaust-taferelen, opgehangen partizanen en beelden uit de Vietnam-oorlog. Het gelach stopt en vervolgens wordt een citaat van Bertolt Brecht uit het stuk Der aufhaltsame Aufstieg des Arturo Ui getoond:
"Don't rejoice in his defeat, you men. For though the world stood up and stopped the Bastard The Bitch that bore him is in heat again"

## Ontvangst
Men had kritiek op de obscene weergave van het geweld, de misogynie (een politieke Nazi-officier wordt door Steiner achtergelaten bij een bataljon Russische vrouwen die hem verscheuren), de ongemakkelijke boodschap dat de gewone soldaat zich staande probeert te houden, ook al is hij een Duitser, en dat de Amerikaanse imperialistische politiek geen haar beter is. In Europa werd de film beter ontvangen en hij werd in Duitsland zelfs een box-office hit. Zoals wel meer films van Peckinpah verwierf ook Cross of Iron een cultstatus.

## Vervolg
Als vervolg kwam in 1979 de film uit Steiner – Das Eiserne Kreuz, 2. Teil, aka Sergeant Steiner, aka Breakthough, vooral gefinancierd door de Duitse producenten. Deze werd geregisseerd door westernregisseur Andrew McLaglen, met Richard Burton in de rol van Steiner, die een Amerikaans militair (Robert Mitchum) weet te redden en te maken krijgt met een moordcomplot tegen Hitler. De film kreeg slechte kritieken.